# لورانت كوفاتش
لورانت كوفاتش (بالرومانية: Lorant Kovacs)‏ هو لاعب كرة قدم روماني في مركز الوسط، ولد في 6 يونيو 1993 في تارغو موريش في رومانيا. لعب مع جامعة كلوج ونادي أويبست.

## وصلات خارجية
- لورانت كوفاتش على موقع قاعدة بيانات كرة القدم.إي يو (الإنجليزية)
- لورانت كوفاتش على موقع Soccerway.com (الإنجليزية)
- لورانت كوفاتش على موقع عالم كرة القدم.نت (الإنجليزية)